# Martin Vlach
Martin Vlach (Praga, 2 maggio 1997) è un pentatleta ceco. Ha rappresentato la Rep. Ceca ai Giochi olimpici estivi di Tokyo 2020, completando la gara maschile al 5º posto.

## Palmarès
- Mondiali

Città del Messico 2018: argento nella staffetta;
- Giochi europei

Cracovia e Piccola Polonia 2023: oro nella staffetta mista;
- Europei

Bath 2019: bronzo a squadre;
Székesfehérvár 2022: oro nella staffetta; bronzo a squadre;